# بوب وود (لاعب كرة قاعدة)
بوب وود (بالإنجليزية: Bob Wood)‏ هو لاعب كرة قاعدة أمريكي، ولد في 28 يوليو 1865 في Thorn Hill ‏ في الولايات المتحدة، وتوفي في 22 مايو 1943 في تشيرشل في الولايات المتحدة.

## وصلات خارجية
- بوب وود على موقعبيزبول رفرنس.كوم (الدوري الرئيسي) (الإنجليزية)
- بوب وود على موقعبيزبول رفرنس.كوم (الدوري الثانوي) (الإنجليزية)